# Martin Clunes

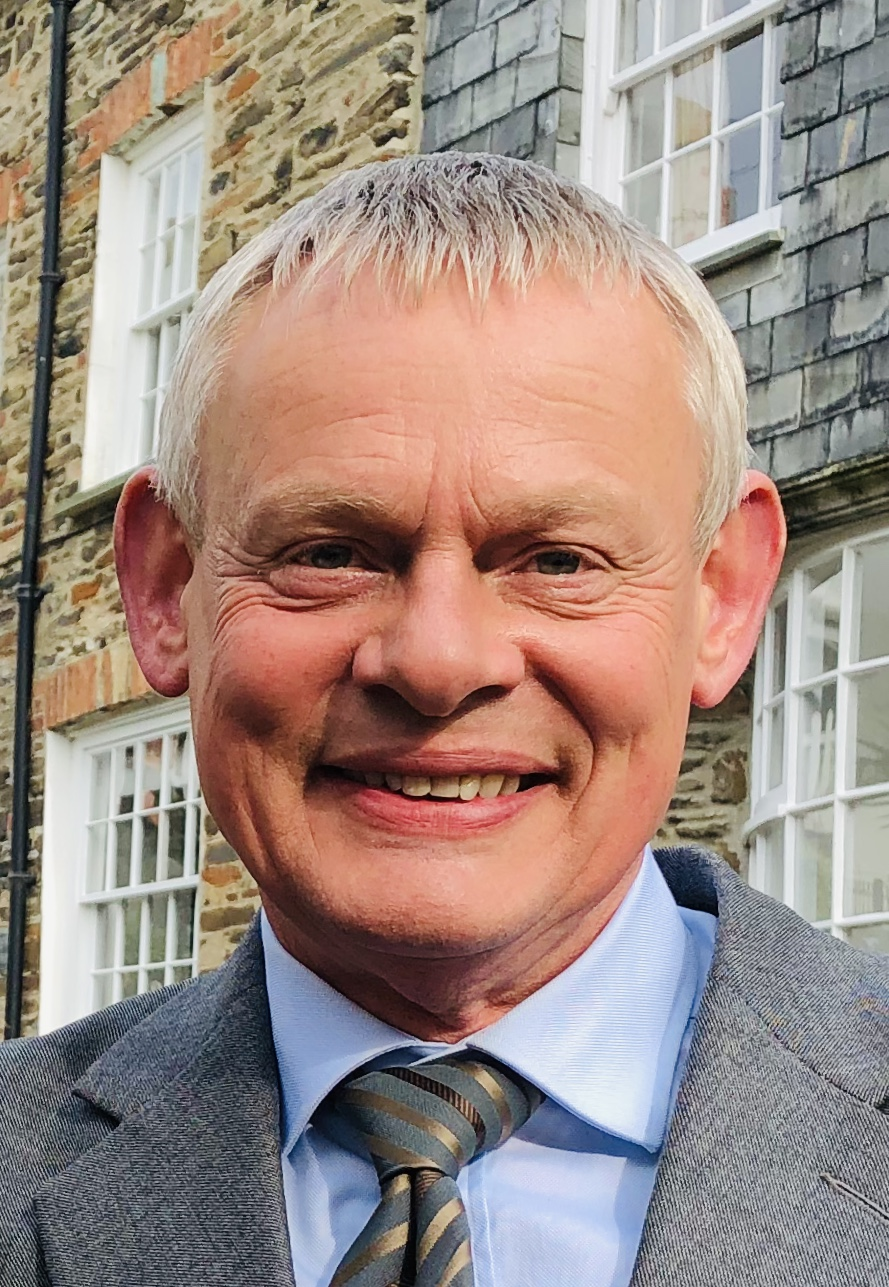
Martin Clunes bei den Dreharbeiten zu Doc Martin, Serie 9, 2019, Dolphin Street, Port Isaac, Cornwall, Großbritannien

Alexander Martin Clunes, OBE, DL (* 28. November 1961 in Wimbledon, South London) ist ein britischer Schauspieler, Filmmoderator, Regisseur und Produzent.

## Leben und Karriere
Sein Vater starb an Lungenkrebs, als Clunes acht Jahre alt war. Er besuchte die Royal Russell School im Bezirk Croydon und später die Arts Educational School in Hounslow.
Seinen ersten Auftritt hatte er 1983 in der Science-Fiction-Serie Doctor Who. Bekannt ist er vor allem durch die Comedyserie Man Behaving Badly und als Landarzt Martin Ellingham, den er seit 2004 in der Fernsehserie Doc Martin verkörpert. Clunes hatte diese Rolle erstmals vier Jahre zuvor im Kinofilm Grasgeflüster gespielt; es folgten zwei Fernsehfilme und schließlich die Serie. Im Jahre 2012 lieh er dem Hund im Animations-Kurzfilm Für Hund und Katz ist auch noch Platz seine Stimme. In der Serie Arthur & George verkörpert er den Schriftsteller und Sherlock-Holmes-Erfinder Arthur Conan Doyle. Clunes hat außerdem zusammen mit seiner Frau Philippa Braithwaite (Produzentin) für den britischen Sender ITV mehrere Dokumentarfilme produziert. Zusammen mit seiner Frau besitzt er die Filmproduktionsfirma Buffalo Pictures Ltd., London im Stadtteil Bloomsbury.
2015 wurde Clunes der britische Orden OBE für seine zahlreichen Verdienste um Schauspielkunst, Wohltätigkeit und seine Heimatgrafschaft Dorset verliehen.
Seit 1997 ist Clunes in zweiter Ehe mit Philippa Braithwaite verheiratet, die auch als Produzentin bei Doc Martin fungiert. Das Paar hat eine Tochter (* 1999). Die Familie lebt auf einer Farm in Beaminster in der Grafschaft Dorset.
Er ist mütterlicherseits ein Cousin 2. Grades des bekannten Sherlock-Holmes-Schauspielers Jeremy Brett.

## Filmografie (Auswahl)
- 1983: Doctor Who (Fernsehserie, 4 Folgen)
- 1990: Das Rußland-Haus (The Russia House)
- 1991: Jeeves and Wooster – Herr und Meister (Jeeves and Wooster) (Fernsehserie, 4 Folgen)
- 1992: Mach’s nochmal, Columbus (Carry On Columbus)
- 1992: Inspektor Morse, Mordkommission Oxford (Inspector Morse; Fernsehserie, 1 Folge)
- 1992–1999, 2014: Men Behaving Badly (Fernsehserie, 45 Folgen)
- 1997: Hering auf der Hose (The Revengers’ Comedies)
- 1998: The Acid House
- 1998: Shakespeare in Love
- 2000: Grasgeflüster (Saving Grace)
- 2000: Randall & Hopkirk – Detektei mit Geist (Randall & Hopkirk (Deceased); Fernsehserie, 1 Folge)
- 2001: Doc Martin (Fernsehfilm)
- 2003: Doc Martin and the Legend of the Cloutie (Fernsehfilm)
- 2004–2022: Doc Martin (Fernsehserie)
- 2012: Für Hund und Katz ist auch noch Platz (Room on the Broom) (Sprechrolle)
- 2013: Strike Back (Fernsehserie, 2 Folgen)
- 2015: Arthur & George (Fernsehserie, 3 Folgen)
- 2018: Jahrmarkt der Eitelkeiten (Vanity Fair, Fernsehserie, 5 Folgen)
- 2019: Warren (Fernsehserie, 6 Folgen)
- 2019: Auf der Jagd nach dem Hammermörder (Man Hunt, Fernsehmehrteiler)